# Maddy Siegrist
Madison Siegrist, detta Maddy (Poughkeepsie, 22 maggio 2000), è una cestista statunitense, professionista nella WNBA.

## Carriera
È stata selezionata dalle Dallas Wings al primo giro del Draft WNBA 2023 (3ª scelta assoluta).